# Driedimensionale legpuzzel
Een driedimensionale legpuzzel (of conundrum) is een legpuzzel die niet alleen in de lengte en breedte, maar ook in de hoogte wordt gelegd.
Bij dit soort puzzels is het niet alleen het probleem welk stukje waar komt te leggen, maar ook hoe men het op die plek krijgt. Vaak zitten de stukjes elkaar in de weg.

## Voorbeelden
| Stukjes van een 3D puzzel | Als deze puzzel gemonteerd is, is het een stabiel geheel. Zodra een van de stukjes verwijderd is, valt het geheel bijna direct uit elkaar. Het blijkt dan niet mee te vallen weer een kubus te maken. Als men al weet waar een stukje moet komen, dan blijkt dat andere stukjes in de weg zitten. En als men de stukjes in het begin op de verkeerde plaats zet, dan ziet het resultaat er geloofwaardig uit (het laatste stukje past in de laatste opening) maar je kunt het laatste stukje er niet in krijgen. | Dezelfde puzzel, nu in elkaar |
|                           | Deze puzzel bestaat alleen uit kubusjes die moeten worden opgestapeld. Het probleem is dat de kubusjes met elastiekjes aan elkaar zitten. Het resultaat past maar op een manier. |                               |
|                           | Men moet het even doorhebben voor men in de gaten heeft hoe van de balletjes links de driehoekige piramide rechts wordt gemaakt. |                               |